# Räden mot Baltimore
Räden mot Baltimore var en slavräd utförd av osmanska barbareskpirater från Alger i Osmanska Nordafrika mot kustbyn Baltimore i West Cork på Irland 20 juni 1631.  Det var den största attacken av detta slag på Irland. Anfallet tillhör de mer välkända av de slavräder som företogs av barbareskpiraterna mot Europas kuster efter 1400-talets slut och fram till 1800-talets början.

## Bakgrund
Barbareskpirater hade vid 1600-talets början allt oftare härjat vid brittiska öarna. Vanligen angrep de skepp, men det förekom också strandräder. Det egentliga England blev också utsatt för frekventa strandräder. Sommaren 1625 härjade trettio man-of-war-skepp längs Cornwalls kuster och på Bristolkanalen, och tillfångatog bland annat sextio personer från en kyrka i Mount's Bay. 

## Attacken
Attacken utfördes av två piratskepp under befäl av Murat Rais den yngre, och merparten av hans besättning var algerier.  Två piratskepp lämnade Alger i Nordafrika 17 juni 1631. Båda skepp hade ett västerländsk utseende: det ena var ett före detta holländskt slagskepp, det andra ett före detta engelskt fartyg, och besättningen klädde sig i västerländska kläder för att undvika att dra på sig misstankar, vilket var vanligt för pirater av detta slag. 19 juni överföll de två fiskebåtar från Dungarvan vid Old Head of Kinsale. En av fiskarna de tillfångatog vid detta tillfälle, Hackett, erbjöd sig att visa dem vägen till Baltimore i utbyte mot att själv bli frisläppt. 
Klockan två på morgonen 20 juni ankrade skeppen tyst vid Cove nära kustbyn Baltimore. 230 män beväpnade med musköter positionerade sig därefter ut vid dörrarna på de tjugosex husen i byn, där byborna fortfarande låg och sov. På en given signal bröt piraterna sedan upp dörrarna med järnspett och antände husen med facklor. Piraterna tillfångatog hundratals människor. Det exakta antalet är inte bekräftat, men de skiftar mellan 107 och 237, då det omfattade både byns engelska kolonister, och en del irländare som övernattade där vid tiden för överfallet. Byborna slogs i järn och fördes ombord på skeppen för att säljas på slavmarknaden i Alger. När skeppen lämnade Irland, lämnade de kvar fem personer på stranden: bland dem några gamla personer från byn som saknade monetärt värde, samt Hackett. Hackett blev gripen och hängd utanför byn sedan hans roll i anfallet hade klarlagts.

## Efterspel
Den 10 augusti noterade Englands konsul i Alger, James Frizell, att 87 kvinnor och barn och 20 manliga fångar fördes i land i Alger. Fångarna anhöll hos konsuln att bli utlösta av den engelska myndigheterna. Men England hade nyligen utfärdat instruktioner om att sådana utlösningar skulle hållas till ett minimum, bland annat för att de antogs minska kampviljan hos engelska sjömän när ett skepp överfölls. Fångarna separerades utifrån kön och fördes till slavlagerlokalerna. Sedan visades de upp halvnakna och kedjade för potentiella köpare på slavmarknaden i Alger. 
Fångarnas öden skilde sig mellan ålder och kön. Barn skildes från sina föräldrar och uppfostrades till muslimer: pojkarna blev sedan slavsoldater (mamluker) i den osmanska armén. Pojkar i tonåren (mellan tretton och sjutton år) blev i flera fall kastrerade, tvångskonverterade till islam och sålda som eunucker. Vita kvinnor och flickor var högt eftertraktade som konkubiner (sexslavar) till haremen, och såldes för höga priser. Vuxna män (över sjutton års ålder) bedömdes utifrån deras sakkunskap: de som ägde specialistkunskaper värderades högt och fick normalt ägna sig åt dessa. Män utan specialistkunskaper blev galärslavar eller fick ägna sig åt annat hårt slavarbete, som offentliga byggnadsarbeten.
Ett obekräftat, mindre antal blev trots allt friköpta av den engelska konsuln. Han noterar bland annat att han friköpte tre små pojkar och deras mödrar, samt två ensamma kvinnor. Några personer friköptes år 1646, efter femton års slaveri. Endast tre personer bekräftas ha återvänt till Irland. 
Byn Baltimore övergavs efter anfallet och de bybor som lyckades undkomma flyttade till Skibbereen. Räden följdes av en attack mot dess grannort Dungarvon, där 50 personer bortfördes. Ett anfall vid Fowey i Cornwall 1645 resulterade i tillfångatagandet av 240 personer, bland dem även en del kvinnor ur överklassen, "gentlewomen". Strandräder var omtyckta av piraterna bland annat därför att kvinnor var betydligt mer värdefulla på slavmarknaden än män, och fångar tagna på havet mest bestod av sjömän.  Denna typ av attacker fortsatte förekomma fram till 1800-talets början, men blev mindre vanliga efter 1600-talet.